# 三洞桥街道
三洞桥街道，曾是中华人民共和国辽宁省沈阳市皇姑区下辖的一个乡镇级行政单位。2019年7月10日，经省政府批准，撤销三洞桥街道，辖区并入华山街道。

## 行政区划
三洞桥街道下辖以下地区：
华城社区、兴华社区、永泰社区、中光社区、保安社区、安民社区、金龙社区、兴隆社区和胜利社区。